# Pont Liteïny
Le pont Liteïny (en russe : Литейный мост, en anglais : Liteyny Bridge) est un pont basculant franchissant la Neva à Saint-Pétersbourg, en Russie et qui relie les perspectives Liteïny (sur la rive gauche de la Neva) et Vyborgski (sur la rive droite).

## Histoire
Inauguré le 1er octobre 1879, c'est le deuxième pont permanent de la ville. Peu après l'ouverture, le pont a été équipé de luminaires électriques, une invention du Russe Pavel Iablotchkov. C'est le premier pont de la ville à être doté d'éclairage électrique et est resté longtemps le seul, du fait de l'opposition des producteurs de gaz de la ville qui détenaient le monopole de l'éclairage public.

## Description
La longueur du pont est de 396 mètres et sa largeur de 34 mètres. À proximité du pont, la Neva atteint sa profondeur maximale de 24 mètres.

## Édifices situés à  proximité
- Gare de Finlande